# Savannakhet
Savannakhet (população 120.000) é a capital da  província de Savannakhet, no Laos. Savannakhet é a segunda maior cidade do Laos, atrás apenas de Vientiane. Tem um templo Budista do século XV, o Wat Sainyaphum, um templo chinês, uma igreja Católica e uma mesquita. A Second Thai–Lao Friendship Bridge sobre o Mekong conecta a cidade à cidade de Mukdahan, na Tailândia. 